# Горнстулль (станція метро)
59°18′59″ пн. ш. 18°02′12″ сх. д. / 59.316388888889° пн. ш. 18.036666666667° сх. д.
«Гурнстулль» (швед. Hornstull) — станція Червоної лінії Стокгольмського метрополітену, обслуговується потягами маршруту Т13 та Т14.
Станцію було відкрито 5 квітня 1964 року у складі першої черги Червоної лінії, від Т-Сентрален до Ернсберга, з відгалуженням до Фруенген. 

Відстань до Слюссена становить 2,4 км.
Пасажирообіг станції в будень — 18,500 осіб (2019)

Розташування: Седермальм
Конструкція: трисклепінна колонна станція глибокого закладення з однією острівною платформою

## Операції
| Попередня станція            | Лінія | Лінія     | Лінія | Наступна станція         |
| ---------------------------- | ----- | --------- | ----- | ------------------------ |
| Сінкенсдамм до Ропстен       |       | Лінія T13 |       | Лільєгольмен до Норсборг |
| Сінкенсдамм до Мербю-сентрум |       | Лінія T14 |       | Лільєгольмен до Фруенген |